# 西非側頸龜
西非側頸龜（學名：Pelusios castaneus）是非洲側頸龜屬下的一種龜，只生活在西部非洲。

## 分類學

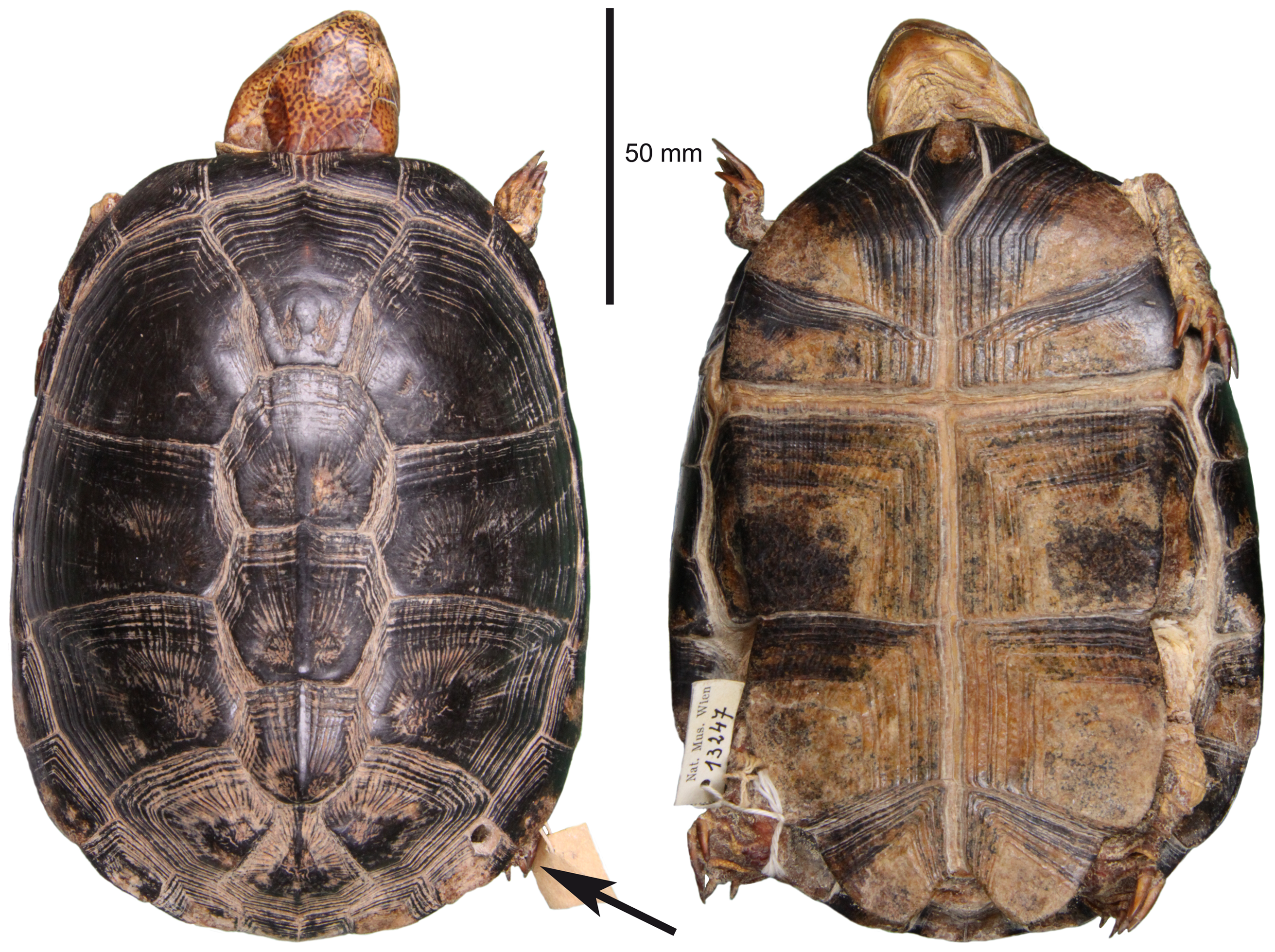
“塞舌耳泥龜”的選型

塞舌耳泥龜（Pelusios seychellensis）曾被認為是非洲側頸龜屬的一個成員。只生活在塞舌耳。但對其選型的基因分析顯示，這種龜根部不是一個種，而是西非側頸龜。
其原因可能是標本在送往漢堡動物園博物館時被弄混了。

## 分佈
西非側頸龜發現於下列西非國家和地區：安哥拉、貝寧、佈基納法索、喀麥隆、佛得角、剛果民主共和國、剛果共和國、赤道幾內亞、加蓬、加納、幾內亞、幾內亞比紹、象牙海岸、利比里亞、馬里、普林西比島、塞內加爾、塞拉利昂、多哥。後來被引進到瓜德羅普。